# Виктор, Гари
Га́ри (Гэри) Викто́р (фр. Gary Victor; 9 июля 1958, Порт-о-Пренс, Республика Гаити) — гаитянский прозаик, драматург, сценарист, журналист, общественный деятель. Генеральный секретарь сената Национальной ассамблеи Гаити с 1996 по 2000 год.

## Биография
Родился в семье социолога Рене Виктора. Агроном по специальности. Работал государственным служащим в Министерстве планирования и других министерствах Гаити. После занялся журналистикой.
С 1996 по 2000 год возглавлял сенат Гаити.
Позже до июня 2004 года редактировал ежедневную газету «Le Matin».

## Творчество
Гари Виктор — один из ведущих писателей Гаити.
Стал известен как писатель и сценарист, автор ряда работ радио, кино и телевидения. С 1976 по 1983 год публиковал небольшие по объёму художественные произведения в газете «Le Nouveau Monde», затем в ежедневном издании «Le Nouvelliste» , где был обозревателем с 1983 по 1990 год.
Его работы с сатирой на гаитянское общество чередуют с глубоким реализмом современной жизни на Гаити.

## Избранные произведения
Романы
- Clair de Manbo, 1990
- Un octobre d'Élyaniz, 1996.
- La Piste des sortillèges, 1996
- Le Diable dans un thé à la citronnelle, 1998
- À l’angle des rues parallèles, 2000
- Le Cercle des époux fidèles, 2002.
- Je sais quand Dieu vient se promener dans mon jardin, 2004.
- Dernières nouvelles du colonialisme, 2006
- Les Cloches de la Brésilienne, 2006.
- Nuit Albinos, 2007
- Banal Oubli, 2008
- Saison de porcs, 2009
- Le sang et la mer, 2010
- Soro, 2011.
- Maudite éducation, 2012.
- Cures et châtiments, 2013

## Награды
- 2001 — Офицер Ордена «За заслуги» (Франция)
- 2003 — Литературная премия Prix de fiction du livre insulaire d’Ouessant
- 2007 — Карибская литературная премия Prix littéraire des Caraïbes
- 2008 — Канадская литературная премия ADELF
- 2012 — Премия Prix Casa de las Américas